# Lobophorodes undulans
Lobophorodes undulans là một loài bướm đêm trong họ Geometridae.